# Gelijkenis van de zuurdesem

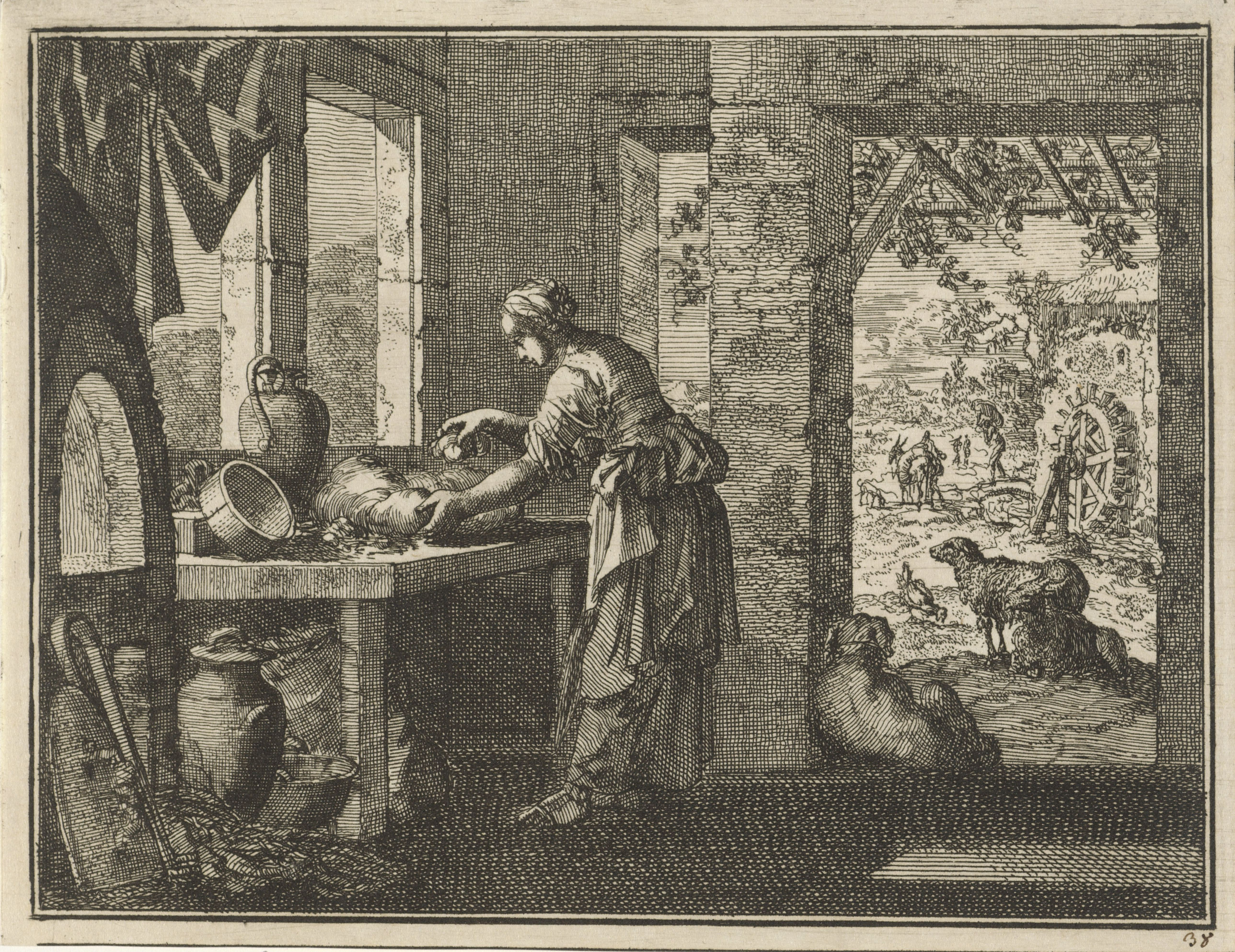
Gelijkenis van de vrouw en de zuurdesem

De gelijkenis van de zuurdesem is een parabel die Jezus vertelde volgens Matteüs 13:33, het Lucas 13:20 en het apocriefe Thomasevangelie 96.

## Inhoud
Jezus zegt in deze gelijkenis dat het koninkrijk van de hemel lijkt op zuurdesem. Een vrouw nam daar wat van en mengde het met drie zakken meel, totdat alle meel gedesemd was. In het Thomas-evangelie wordt gezegd dat zij het zuurdesem in het meel verborg en er grote broden van maakte.

## Interpretatie
De gelijkenis is qua betekenis grotendeels identiek aan de gelijkenis van het mosterdzaad, dat er in beide evangeliën direct aan voorafgaat. In beide gevallen wordt uitgedrukt dat het koninkrijk van God heel klein en onopvallend begint, maar steeds meer ruimte krijgt waar het evangelie wordt verkondigd en aanvaard. De zeer grote hoeveelheid van drie zakken meel (letterlijk: drie sata, "maat", ongeveer 36 liter) is ongebruikelijk voor een particulier huishouden; dit onderstreept dat het koninkrijk van God, ondanks het kleine begin, onbeschrijfelijke proporties aanneemt.
Ook in de oudheid werd vooral gezuurd brood gegeten. Er werd zuurdesem gebruikt om het brooddeeg te laten rijzen. Een klein deel van het desem werd bewaard tot de volgende keer dat brood gebakken werd. Het zuurdesem werd voor het bakken gemengd met water en liet men vervolgens fermenteren. Dit mengsel werd daarna gemengd met het deeg onder toevoeging van meer water en zout. Zo was telkens een zeer kleine hoeveelheid zuurdesem voldoende.